# Радецький Віталій Григорович
Віталій Григорович Радецький (1 січня 1944, Христинівка, Уманський ґебіт, Генеральна округа Київ, Райхскомісаріат Україна) — генерал армії України (11.1993), кандидат історичних наук; начальник Національної академії оборони України (06.2005-2010); член Воєнно-наукової ради Міністерства оборони України.
З 8 жовтня 1993 по 25 серпня 1994 року — Міністр оборони України.

## Біографія
Народився 1 січня 1944 (м. Христинівка, сучасна Черкаська область); українець; батько Григорій Григорович (1910—1995) — залізничник; мати Марія Михайлівна (1915) — пенсіонерка; дружина Юлія Леонтіївна (1947) — економіст; син Олександр (1974) — військовослужбовець; син Сергій (1982) — студент.
Освіта: Київське вище загальновійськове командне училище (1964—1968); Військова академія ім. М.Фрунзе (1972—1975); Військова академія Генштабу ЗС СРСР (1987—1989); кандидатська дисертація «Розвиток воєнного мистецтва у війнах періоду другої половини XX століття» (Національний університет «Львівська політехніка», 2006).
1958—1963 — учень, Одеський механіко-технологічний технікум.
1963—1964 — майстер Одеського борошномельного комбінату.
1964—1968 — курсант Київського вищого загальновійськового командного училища.
1968—1969 — командир взводу, Прибалтійський військовий округ.
1969—1970 — командир мотострілецької роти.
1970—1971 — начальник штабу батальйону.
1971—1972 — командир мотострілецького батальйону, Далекосхідний військовий округ.
1975—1976 — заступник командира полку.
1976—1980 — командир мотострілецького полку, Група Радянських Військ у Німеччині.
09.1980 — 1984 — заступник командира мотострілецької дивізії.
09.1984 — 1987 — командир дивізії.
05.1989 — 1991 — 1-й заступник командувача 13-ї армії, Прикарпатський військовий округ. 05.1991 — 01.1992 — командувач 6-ї гвард. танкової армії, м. Дніпропетровськ, Одеський військовий округ.
01.1992 — 10.1993 — командувач військ Одеського військового округу.
10.1993 — 08.1994 — Міністр оборони України.
08.1995 — 08.2004 — головний інспектор Міністерства оборони України.
З 05.2005 — в.о. начальника, начальник Національної академії оборони України.
03.1998 — кандидат в народні депутати України, виборчий округ № 199, Черкаська область. З'яв. 78,0 %, за 9,2 %, 3 місце з 17 претендентів. На час виборів: головний інспектор Міністерства оборони України. 03.1998 — кандидат в народні депутати України від «Блоку дем. партій — НЕП», № 3 в списку.
04.2002 — кандидат в народні депутати України, виборчий округ № 199, Черкаська область, висунутий Виборчим блоком політичних партій «Єдність». За 15,81 %, 2-й з 14 претендентів. На час виборів: головний інспектор Міністерства оборони України, безпартійний.
Ордени «За службу Батьківщині у Збройних Силах СРСР» III (1986), II ст. (1991), I ст. (1992), Червоної Зірки (1971). Орден Богдана Хмельницького III (02.2001), II ст. (08.2006), І ст. (01.12.2009). Відзнака Міністерства оборони України «Доблесть і честь» (1996).
11 липня 2007 року Віталію Григоровичу Радецькому було присвоєне звання почесного громадянина міста Володимира-Волинського.

## Праці
Автор близько 30 наукових статей.
Серед них:
- Основи стратегії національної безпеки та оборони держави: підручник / В. Г. Радецький, О. П. Дузь-Крятченко, В. М. Воробйов, В. П. Грищенко, Ю. Г. Даник, Т. М. Дзюба; Нац. ун-т оборони України. — К., 2009. — 596 c.
- Розвиток воєнного мистецтва у війнах періоду другої половини ХХ ст. : Автореф. дис… канд. іст. наук / В. Г. Радецький; Нац. ун-т «Львів. політехніка». — Л., 2006. — 19 c.
- Миротворча діяльність України та ГУАМ / В. Г. Радецький // Вісн. Нац. ун-ту «Львів. політехніка». — 2008. — № 634. — С. 111—115

Володіє французькою мовою.
Захоплення: спорт, музика, історія.